# Jean-Paul Salomé
Jean-Paul Salomé (Parigi, 14 settembre 1960) è un regista e sceneggiatore francese.

## Biografia
Dopo aver studiato cinema alla Sorbonne Censier, è assistente alla regia, in particolare per Les Uns et les Autres (Bolero) di Claude Lelouch. In seguito realizza due cortometraggi, L'Heure d'aimer e La Petite Commission (che sarà selezionato per diversi festival), per poi passare ai lungometraggi, dapprima per la televisione, successivamente per il cinema. Nel 1994 gira Les Braqueuses, nel 1998 Restons groupés; nel 2001 realizza una nuova versione del mito di Belfagor (Belphégor, le fantôme du Louvre). Si dedica poi ad un film su Arsenio Lupin (2004) prima di girare Les Femmes de l'ombre (2008). Seguiranno The Chameleon nel 2010, Io faccio il morto nel 2013 e La Daronne nel 2019 (uscita prevista nel 2020). 

## Filmografia

### Regista

#### Film
- Les Braqueuses (1994)
- Restons groupés (1998)
- Belfagor - Il fantasma del Louvre (Belphégor, le fantôme du Louvre) (2001)
- Arsène Lupin (2004)
- Female agents (Les Femmes de l'ombre) (2008)
- The Chameleon (2010)
- Io faccio il morto (Je fais le mort) (2013)
- La padrina - Parigi ha una nuova regina (La Daronne) (2020)
- La verità secondo Maureen K. (La Syndicaliste) (2022)

#### Televisione
- Crimes et jardins (1991)
- La Grande Fille (1994)
- La vérité est un vilain défaut (1997)